# Scutascirus tactus
Scutascirus tactus är en spindeldjursart som beskrevs av Mohammad Nazeer Chaudhri 1980. Scutascirus tactus ingår i släktet Scutascirus och familjen Cunaxidae. Inga underarter finns listade i Catalogue of Life.